# Port lotniczy Afik
Zasugerowano, aby zintegrować ten artykuł z artykułem Port lotniczy Al Al. Nie opisano powodu propozycji integracji.
Port lotniczy Afik (hebr. מנחת פיק) (IATA:, ICAO: LLFK) – lotnisko położone w południowej części Wzgórz Golan, w Izraelu, w pobliżu kibucu Afik.
Lotnisko jest wykorzystywane przez prywatne przedsiębiorstwa i firmy usługowe działające w rejonie Wzgórz Golan. Używa go też koncern zbrojeniowy Elbit Systems do testowania samolotów bezzałogowych.